# Lunden, Göteborg
Lunden är en stadsdel och ett primärområde i stadsområde Centrum i Göteborgs kommun, beläget omedelbart öster om centrala staden.
Lunden gränsar (medsols) i norr till stadsdelarna Olskroken och Bagaregården – i öster till Kålltorp och Torp – i söder till Bö och i väster till Gårda. En äldre indelning anges som "Tjörbostaden och Ranängsbergen". Stadsdelen har en areal på 89 hektar och området motsvarar det tidigare Lundens municipalsamhälle.

## Historia

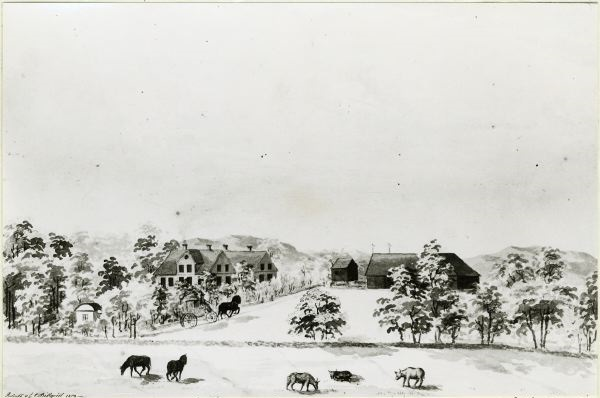
Lundens gård, en målning av Carl Anund Emanuel Billqvist år 1808

Namnet Lunden finns nedtecknat första gången 1550, då en frälsebonde "Oluff i Lunden" omnämns. Egendomen övergick 1586 till att bli en sätesgård under riksrådet Bielke, Hogenskild Nilsson, och efter dennes död 1605 gick godset över till fogden Mårten Jönsson. Gården var under 1600-talet ömsom frälse- och kronohemman, räknades då och på 1700-talet som 1/2 och ibland som 3/4 mantal. År 1606 uppbar fogden Mårten Jönsson på Kungl.Maj:ts vägnar räntan av förbrutna gods i Västergötland, däribland Lunden i Örgryte. Enligt avkortningslängderna kom Lunden sedan under Råda säteri, och under större delen av 1600-talet låg gården därefter under Nääs (släkten Ulfsparre) genom riksrådet Jöran Eriksson Ulfsparre. Ännu 1651 noteras Lunden för Erik Jöranssons arvingar. Bland dessa fanns sonen, översten och landshövdingen i Kalmar län friherre Jöran Ulfsparre af Häradssäter. Efter att lång tid ha varit frälse, upptas Lunden i jordeboken 1680 som kronohemman. Vem som var ägare då är högst osäkert, men 1682 noteras regementsfältskären Johan Lyders för 1/2 kronohemman Lunden i Örgryte. Mest troligt är dock att Lyders enligt kungligt brev redan 1676 kommit att äga Lunden. År 1684 hade "Öfwersten Fälb. Kerr Georg Zelou genom byte med Kungl Maj:t och Kronan bekommit Lunden till frälse emot wederlag i Elfsborgs Lähn". Georg Zelow (1638-1708) var överste vid Västgöta Kavalleri.
År 1691 blev gården "förhögt från 1/2 till 3/4 mantal," men 1694 är "sättesfrijheten uthdömt för Missbyggnad" och Lunden var på nytt en kronoegendom. Jordeboken noterar 1697 "Peer och Halfwård" som brukare, vardera 3/8-dels mantal geometrisk avmätning (kartläggning) förrättades 1701. Husen uppges då vara helt nybyggda, träd- och kålgård upptog 2 140 kvadratalnar. Kommissarien Erik Paulin var 1703 ägare. Men då hans köpekontrakt inte var tillräckligt klart formulerat, begärde han detta år tingsrättens yttrande om "een qwarn som varit i Becken mitt emoth Örgryte Kyrkia och hörde Lunden till, om någon af nämbden eller tingzsökande allmogen skulle annat bewittna än att samma Qwarn alltijd och från uhrminnes tid hördt och lydt till Lunnagård." "Då nämbdemannen Esbiörn i Skåhr opstod och Refererade han samma qwarn och owarnefall alltijd så länge han kunde minnas, hördt och lydt till Lunden, och att Stombönder och Öfweråhsbor hafwa hyrdt dhen af den mannen, som före detta haft Lunden i bruk, widh namn Johan Lyders, och betahlt honom derför åhrlig lega."
Fram till 1802 bytte gården ägare ett dussintal gånger.
Lunden började bebyggas som ett förortssamhälle 1877, avsöndrat dels från egendomen Lunden, dels egendomen Böö. Dess östra del var tidigast bebyggd, och först mot slutet av 1890-talet - då byggnadstomter började säljas av från Ranbergen, ett av egendomen Böö avsöndrat område - ökade byggnadsverksamheten, så att samhället 1913 räknade med 152 bebyggda tomter. Folkmängden detta år utgjorde 5 377 invånare. Samhället gränsade före 1922 till Göteborgs stad, Gårda municipalsamhälle samt egendomen Kärralund.
Lunden var beläget i Örgryte socken och ingick i Örgryte landskommun. I denna inrättades för orten 19 oktober 1900 Lundens municipalsamhälle vilket upplöstes 31 december 1921 samtidigt som landskommunen uppgick i Göteborgs stad. År 1900 hade municipalsamhället 2 275 invånare.
En del av Lunden kallades tidigare för Tjörbostaden. Området kring nuvarande Nobelplatsen kallades in på slutet av 1800-talet för Erikslund, som bestod av sju byggnader.
Den bergknalle i sydvästra Lunden som nu bland annat Stavhopparegatan ligger på, kallades på 1650-talet för Herlanne berg (Härlanda?).

## Stadsbild

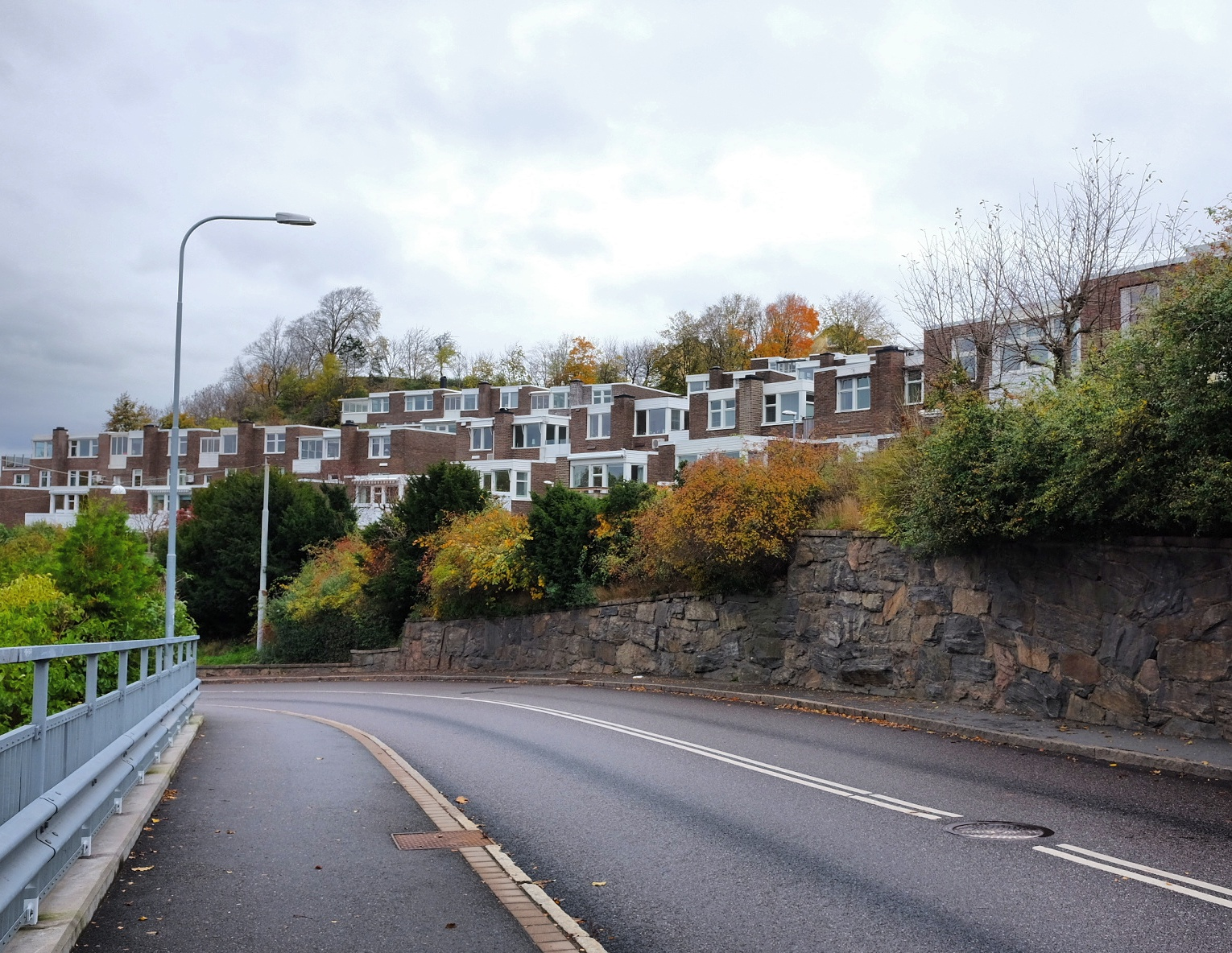
Terrasshusen ovanför Sankt Pauligatans backe.

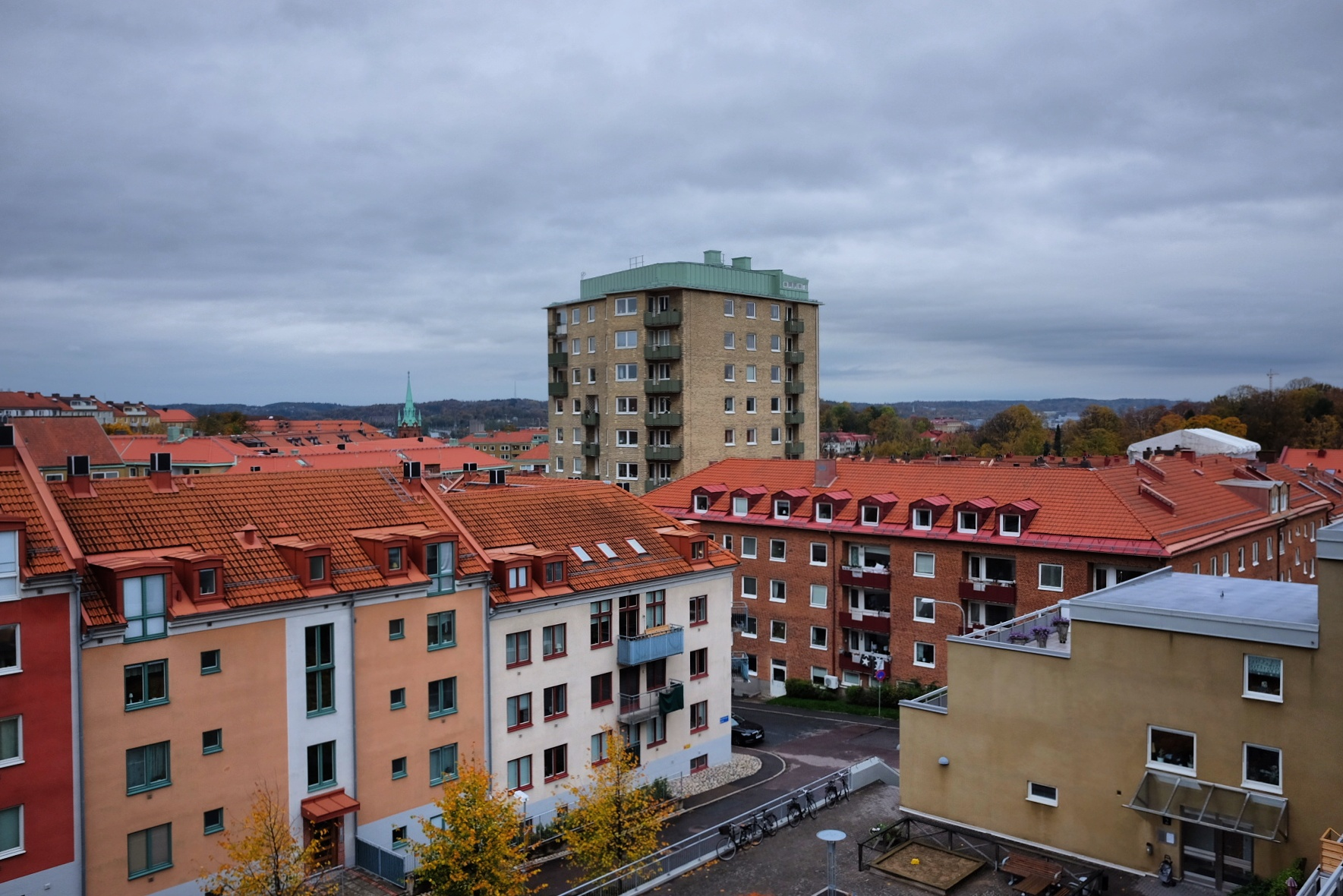
Lägenhetshus i Lunden.

Bebyggelsen bestod ursprungligen av småhus, men kom med tiden att ersättas av flerbostadshus. Stadsbilden präglas dels av de backiga gatorna, dels av de många landshövdingehusen från 1920- och 1930-talen. 
Pauli Backe kallas bostadsområdet med 47 terrasshus i sluttningen strax norr om Sankt Pauligatan. De stod klara 1978 efter ritningar av White arkitekter, men den ursprungliga tanken att utnyttja grannens tak som terrass blev alltför svår att genomföra med dåvarande lagstiftning.
Terrasshusen vid Räntmästaregatan uppfördes 1972–1974 där Lund & Valentin arkitekter svarade för ritningarna.
Lundens vattentorn på Platågatan är 45 meter högt och ritat av Eugen Thorburn. Det invigdes 1930.
Fotbollsarenan Överåsvallen i Lunden invigdes 12 september 1937 och utfördes som statskommunalt reservarbete. 2008 lades gräsmattan om och arenan fick istället konstgräsunderlag, samtidigt försvann den 400 meter långa friidrottsanpassade kolstybbsbanan runt planen.
Katolska skolan vid Lilla Danska Vägen 26 stod klar 1997 efter ritningar av GF Konsult.
Lekplatsen på berget öster om Ulfsparregatan kom till 1957 på initiativ av arkitekt Anna Branzell på stadsarkitektkontoret. Lunden ansågs då vara en av de stadsdelar som hade det sämst ställt med lekplatser.
Prästgårdsängen uppfördes som bostadsområde i början av 1960-talet på de tidigare ägorna till Lundens gård.

## Byggnadskvarter
- 1 kv. Spinnrocken
- 2 kv. Vävstolen[20]
- 3 kv. Sländan
- 4 kv. Kardan
- 5 kv. Linklubban
- 6 kv. Stampkvarnen
- 7 kv. Linbråkan
- 8 kv. Skäktstolen
- 9 kv. Häcklan
- 10 kv. Vävskeden
- 11 kv. Solvögat
- 12 kv. Nickpinnen[21]
- 13 kv. Varpen
- 14 kv. Slagbommen
- 15 kv. Skytteln
- 16 kv. Skälet
- 17 kv. Inslaget
- 18 kv. Spolen
- 19 kv. Lintotten
- 20 kv. Ullen
- 21 kv. Vävlagaren
- 22 kv. Hampan
- 23 kv. Jutet
- 24 kv. Linet
- 25 kv. Silket
- 26 kv. Bomullen
- 27 kv. Segelgarnet
- 28 kv. Sytråden
- 29 kv. Spetsen
- 30 kv. Broderiet
- 31 kv. Garnet
- 32 kv. Bomullsbalen
- 33 kv. Munkabältet
- 34 kv. Knyppeldynan
- 35 kv. Rosengången
- 36 kv. Rödlakanet
- 37 kv. Flossamattan
- 38 kv. Dukagången
- 39 kv. Mollskinnet
- 40 kv. Damastduken
- 41 kv. Sybågen
- 42 kv. Symaskinen
- 43 kv. Virknålen
- 44 kv. Skottspolen
- 45 kv. Stramaljen
- 47 kv. Strumpstickan
- 48 kv. Stoppnålen
- 49 kv. Nåldynan
- 50 kv. Fingerborgen
- 51 kv. Saxen
- 52 kv. Kantbandet
- 53 kv. Klädet
- 54 kv. Härvan
- 55 kv. Väven
- 56 kv. Säckväven
- 57 kv. Hålsömmen
- 58 kv. Kråksparken
- 61 kv. Blekeriet
- 64 kv. Synålen[22]
- 65 kv. Knappnålen
- 66 kv. Ryamattan
- 67 kv. Garnhärvan
- 69 kv. Sträckbommen
- 70 kv. Varpbommen
- 71 kv. Skedkroken

## Nyckeltal

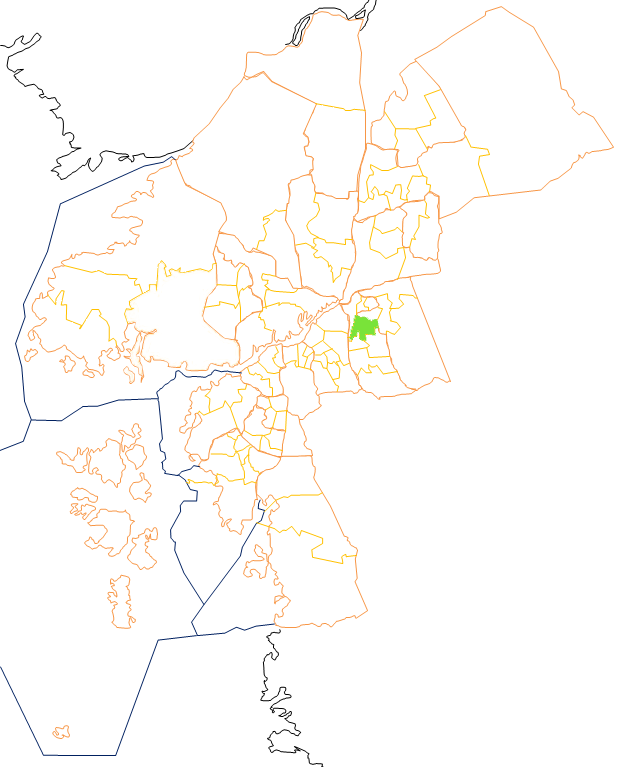
Lunden

Nyckeltalen redovisar statistik som beskriver Göteborg och dess 96 delområden, primärområden, per den 31 december och kan användas för att jämföra de olika områdena. Nedan redovisas uppgifter för primärområdet och jämförelse görs mot uppgifterna för hela kommunen.
|                                                           | Lunden     | Hela Göteborg |
| --------------------------------------------------------- | ---------- | ------------- |
| Folkmängd                                                 | 11 709     | 587 549       |
| Befolkningsförändring 2020–2021                           | +210       | +4 493        |
| Andel födda i utlandet                                    | 15,1 %     | 28,3 %        |
| Andel utrikes födda eller med två utrikes födda föräldrar | 19,9 %     | 38,1 %        |
| Medelinkomst                                              | 354 000 kr | 332 400 kr    |
| Arbetslöshet                                              | 3,5 %      | 6,6 %         |
| Antal ersatta dagar från F-kassan per person (16-64 år)   | 14,7       | 19,5          |
| Andel med eftergymnasial utbildning (minst 3 år)          | 45,6 %     | 37,9 %        |
| Andel bostäder före 1941                                  | 24,7 %     |               |
| Andel bostäder i allmännyttan                             | 9,1 %      | 25,9 %        |
| Antal färdigställda bostäder 2021                         | 58         |               |
| Andel bostäder i småhus                                   | 5,9 %      | 18,3 %        |

## Stadsområdes- och stadsdelsnämndstillhörighet
Primärområdet tillhörde fram till årsskiftet 2020/2021 stadsdelsnämndsområdet Örgryte-Härlanda och ingår sedan den 1 januari 2021 i stadsområde Centrum.

## Kända personer från Lunden
- Tomas von Brömssen, skådespelare och musiker